# Marx Augustin
Marx Augustin (auch Markus Augustin) oder Der liebe Augustin ist ein fiktiver Bänkelsänger, Sackpfeifer, Stegreifdichter und Stadtoriginal in Wien, welcher unter widrigen Umständen aber leichtfertig einen Pestausbruch überlebt. Grundlage für den Charakter sind entsprechende weit verbreitete Wandersagen, welche älter sind als die älteste erhaltene Erwähnung entsprechender Ereignisse in Wien, zur Wiener Pest 1679 aus dem Jahr 1694. In einer 1865 erschienenen Sage über Wien wurde dann die seit spätestens Ende des 18. Jahrhunderts bekannten Ballade „O du lieber Augustin“ erklärtermaßen Wien zugeschrieben und nachträglich einem Wiener Sackpfeifer namens Augustin (~1645–1685) zugeordnet. Bis zum 20. Jahrhundert bildete sich in Wien eine feste Ikonographie um den Lieben Augustin heraus.
Bis heute ist die Figur des lieben Augustin ein Inbegriff dafür, dass man mit Humor alles überstehen kann. Die Legende verbreitete sich, als 1865 der Sagensammler Moritz Bermann sie in seinem Buch Alt-Wien in Geschichte und Sage veröffentlichte. 1888 versuchte er dann, dies historisch zu untermauern, und durchsuchte Wiener Totenbeschauprotokolle der Zeit um 1679 nach Augustin, es fanden sich aber mehrere. Ein unbekannter Sackpfeifer namens Marx Augustin (1643–1685) ging danach als Favorit in die Geschichte des Wienerliedes ein. Laut Gustav Gugitz „ist dies eine fadenscheinige Geschichtsklitterung, die mit nichts etwas zu beweisen sucht. Der liebe Augustin ist ein Kind der Phantasie, er hat nie gelebt.“

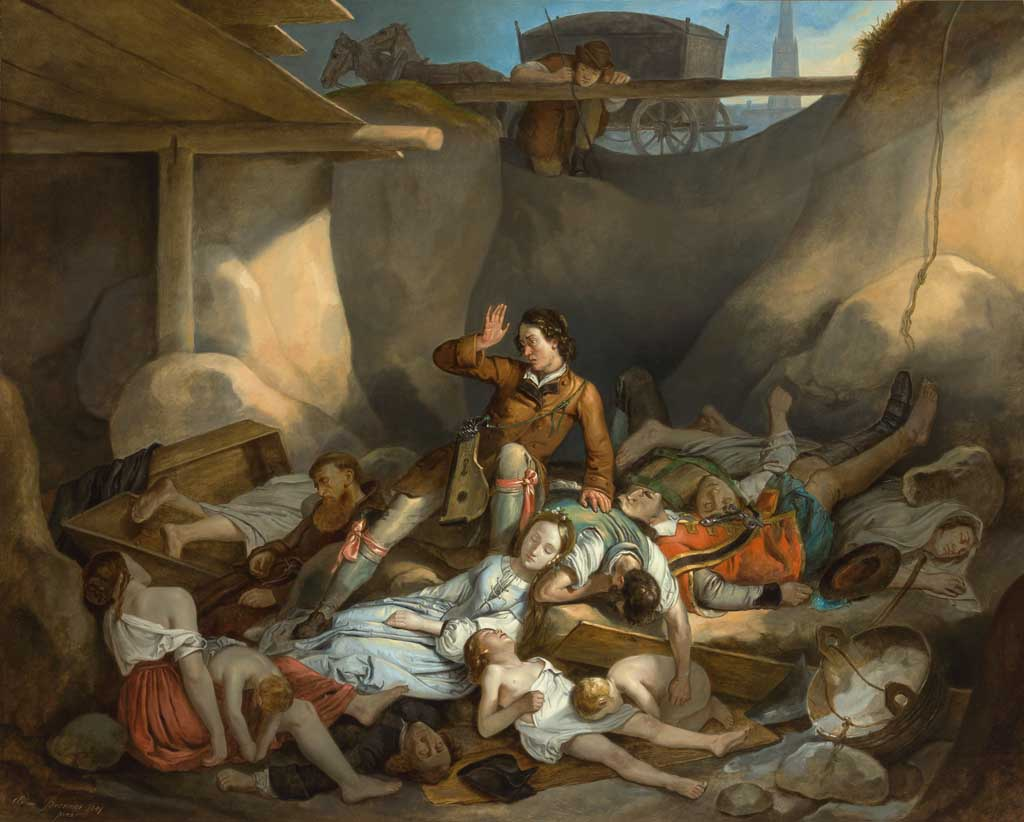
Adam Brenner: Der liebe Augustin erwacht in der Pestgrube. Gemälde von 1841

## Legende

### Augustinlegende
Der Legende nach soll Augustin sehr beliebt gewesen sein, weil er mit seinen zotigen Liedern vor allem während der Pest in Wien im Jahr 1679 die Bevölkerung der Stadt aufheiterte, weshalb er im Volksmund nur als „Lieber Augustin“ bekannt war.
Augustin soll als Sohn eines heruntergekommenen Wirts aufgewachsen sein und war demnach schon früh darauf angewiesen, mit seinem Dudelsack von einer Spelunke zur nächsten zu ziehen, wobei nur wenig von dem verdienten Geld die jeweilige Kneipe verlassen haben soll – der Überlieferung nach soll er auch ein „tüchtiger Trinker“ gewesen sein.
Der Legende nach war der 36-jährige Augustin 1679 während der Pestepidemie wieder einmal betrunken und schlief irgendwo in der Gosse seinen Rausch aus. Siech-Knechte, die damals die Opfer der Epidemie einsammeln mussten, fanden ihn, hielten ihn für tot und brachten die Schnapsleiche zusammen mit den Pestleichen auf ihrem Sammelkarren vor die Stadtmauer. Dort warfen sie ihre ganze Ladung in ein offenes Massengrab. Diese Pestgrube soll sich in der Nähe der Kirche St. Ulrich am Neubau (heutiger siebter Wiener Gemeindebezirk) befunden haben, gleich neben dem Platz, an dem heute der Augustinbrunnen steht. Wie in der damaligen Situation üblich, wurde das Grab nicht sofort geschlossen, sondern provisorisch mit Kalk abgedeckt, um später weitere Pestopfer aufzunehmen. Am folgenden Tag habe Augustin inmitten der Leichen so lange krakeelt und auf seinem Dudelsack gespielt, bis Retter ihn aus der Grube zogen. Danach soll Augustin sein Erlebnis als Bänkelsänger vorgetragen und davon recht gut gelebt haben.
Nach einer schriftlichen Quelle wurde im Jahre 1679 (von Paul de Sorbait) die Legende des betrunkenen Dudelsackspielers zum ersten Mal erwähnt. Jedoch ohne Nennung von Schauplatz und Namen des Helden. Zur Namensnennung könnte angeführt werden, dass diese Veröffentlichung mit einem Gebet zum hl. Augustin endet.
Im Jahre 1694 wurde die Legende (von Johann Constantin Feigius) schon über einen Augustin veröffentlicht und es wurde darauf hingewiesen, dass es sich um ein wahres Ereignis handelte. Allerdings ist der Ort, an dem der Betrunkene aufgefunden wurde, anscheinend eine Autorenerfindung, um die Legende auszuschmücken.
In einer weiteren Veröffentlichung aus dem Jahre (von Abraham a Sancta Clara) 1710, anscheinend mit einer moralisierenden Absicht, ist das Ende des Vorfalls in eine Vernunft verwandelt, dass Augustin, der aus einer Pestgrube ausgezogen wurde, seine schreckliche Nacht nur ein paar Tage überlebt, denn die Völlerei wurde zur Todesursache,
Die häufige Wiederholung der Dudelsacklegende in der Wiener Literatur des 17. und 18. Jahrhunderts verankerte die Legende fest in die Sammlungen der Wiener Legenden.
Forscher auf dem Gebiet der lokalen Wiener Legenden versuchten eifrig herauszufinden, ob dieser Held wirklich lebte. So in der Kolumne der verstorbenen der Zeitschrift »Wiener Zeitung« (urspr. Wiennerische Diarium) festgestellt wurde, dass am 10. Oktober 1705 ein bestimmter Max (Markus) Augustin im Eisslerhaus an der Landstraße starb. Es war unwahrscheinlich, dass der wandernde Musiker 26 Jahre in Wien bleiben würde und dass er mit dem Dudelsackspieler aus der Pestzeit identisch ist. So ist es auch unwahrscheinlich, dass das Wiener Lied „Ei, du lieber Augustin“ aus dieser Pestlegende stammt.

### Frühere Legenden

#### Eine wandernde Legende
Es gibt eine Reihe von lokaler Legenden, bei denen kommt es vor, ob sie wirklich einen lokalen Herkunft haben. So ist es auch mit Augustin-Legende. Eine solche wandernde Legende ist keine Besonderheit des Ortes oder Landes oder jenes, sondern ein festes Phänomen in der Geschichte der legendären Substanzen. Es ist bekannt, dass bereits im Mittelalter durch das Wandern ähnliche Legenden von Dorf zu Dorf, von Stadt zu Stadt verbreitet wurden. Ein solcher Ruf blieb dann irgendwo hängen, wo sie sich in ein Hauskleid kleidete und so ein häusliches Recht erwarb.

#### Pilsener Version
Diese Version ist vom Jahre 1598, wenn die Pestseuche in Pilsen fast den ganzen Sommer bis hl. Martin regierte. Einer Nacht begab sich ein betrunkener Mann, der an den Dudelsäcken pfeifen konnte, dorthin! Nicht sehend, welchen Weg und wohin er ging, machte er einen falschen Schritt und fiel in eine Grube zwischen die Körper der Toten. Und weil eine schreckliche Dunkelheit war und er nicht wusste, wo er war, blieb er dort zu sitzen, bis er einschlief. Als er aus seinem Traum erwachte, nahm er die Dudelsäcke, die er hatte, als er die Kneipe verließ, und fing an, schrecklich auf sie zu pfeifen. Die Menschen dort zitterten vor großer Angst und Furcht, ohne zu wissen, was der Grund sein würde, dass die Toten, die an der Pest gestorben sind, so glücklich an den Dudelsäcken pfiffen! Erst im letzten Morgengrauen versammelten sich viele umliegende Nachbarn und gingen, um zu beobachten, wo die Toten lagen. Und sie sahen dort einen Mann, der seit gestern betrunken war und dem sie mit Freude jetzt begrüßt hatten."

#### Elsass-Musiker
Nach einer Veröffentlichung (Bernhard Hertzog 1560) ist eine kleine Stadt im Elsass der Schauplatz dieses Vorfalls, wo ein „großes Sterben“ stattgefunden haben soll. Der Protagonist des Ereignisses war ein betrunkener Geiger, der wie der Wiener Held der Augustin-Legende betrunken auf die Straße fiel, als tot angesehen, zum Massengrab transportiert wurde. Die Betrunkenheit des Elsass-Musikers war jedoch offenbar unverhältnismäßig gründlicher als seine Gefährten aus Pilsen und Wien. Als er aus einer Friedhofsgrube gezogen und nach Hause gebracht wurde, starb er am dritten Tag nach seinem Abenteuer in seinem Bett.

#### Eine Legende aus Danzig
Eine ähnliche Legende, wie die bereits erwähnte, die jedoch in Danzig, nach einer Quelle vom 1576, stattfindet. Der Protagonist der Variante ist der Pfeifer, der »im nechsten sterben vor sieben jaren« von betrunkenen Anführern (Bierkönige und Bierbischoffen) zur Trinkrunde verführt wurde und wo er sich Trinken in so einem Ausmaß widmete, dass er bewusstlos liegen blieb. Als vermeintliches Pestopfer wurde er von Totengräbern in eine Pestgrube vor dem Tor gebracht. Der Rest des Inhalts ist wie beim Hertzog, nur dass nicht gesagt wird, wie das Ganze endete.
Frühere Elsässer Legende
Eine andere Legende, im J. 1558 veröffentlicht, hat fast demselben Verlauf, wie die um 2 Jahre jüngere Elsässer Legende.

#### Weitere Legenden
Es gibt mehrere ähnliche Gebietslegenden, wie z. B. in Chodenland (ein Gebiet in Westböhmen), wo ein betrunkener Dudelsackspieler nachts in eine Wolfsgrube fiel, wo er sofort nüchtern wurde und seinen Nachtgenossen, einen Bären, beobachtete. Der liebe Dudelsackspieler schnappte seine Ziege (Übersetzer: ein Ziegenbockkopf ist gemeint) und dudelte bis zum Morgen, bis ein Jäger den Bären erschoss.

## „O du lieber Augustin“

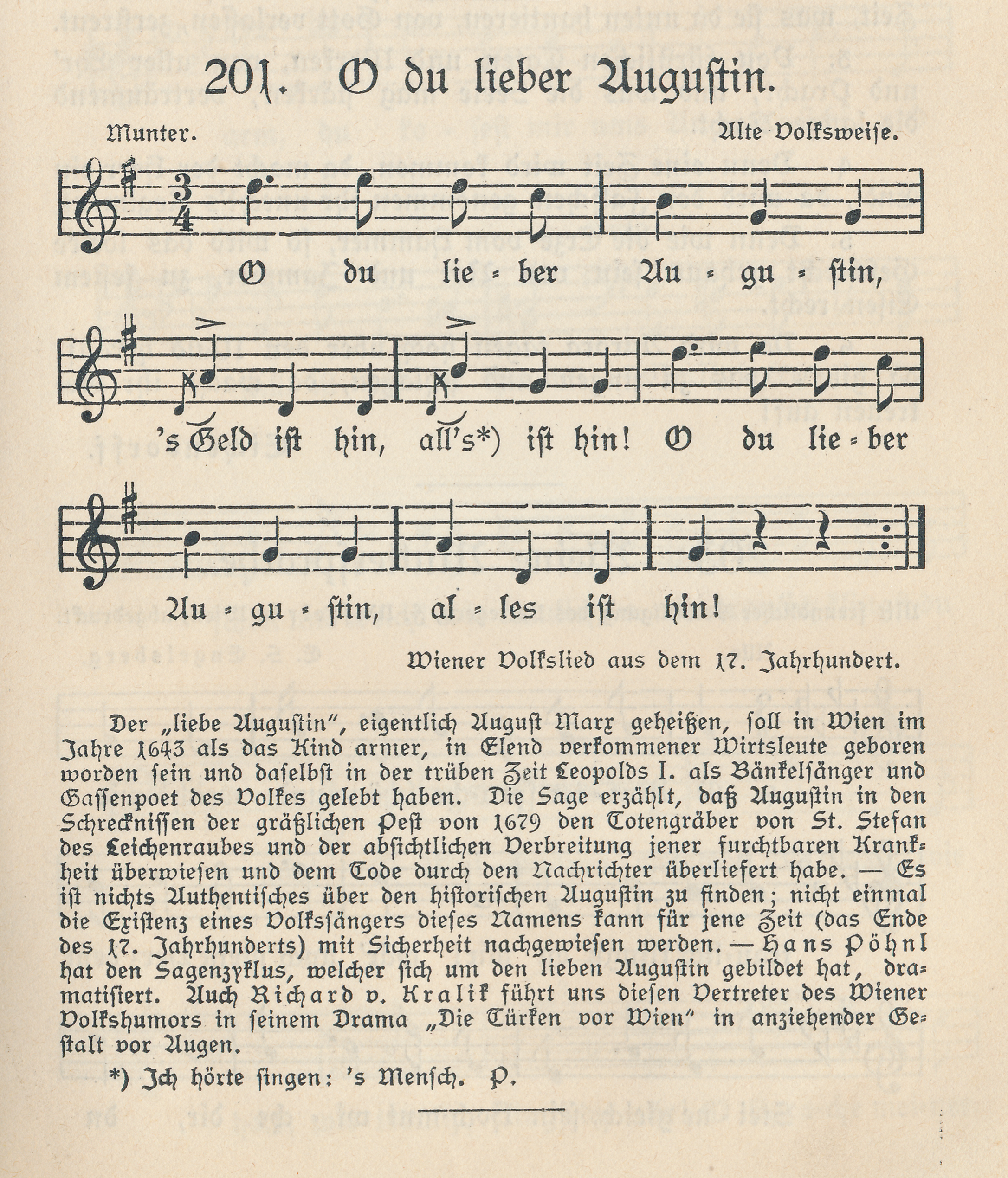
Die erste Strophe in Josef Pommers Liederbuch für die Deutschen in Österreich (1905)

Die Herkunft des Wiener Volksliedes O du lieber Augustin ist nicht gänzlich klar. Nach Leopold Schmidt, Ludwig Erk, Franz Magnus Böhme kann O du lieber Augustin erst zum Ende des 18. Jahrhunderts nachgewiesen werden. Die Bemühungen einiger Autoren, durch Zusammenfügen zusammenhangloser Exzerpte nachzuweisen, dass die Melodie älter sei, waren nicht überzeugend. Die bislang ersten bekannten schriftlichen Zeugnisse der Wortfolge O du lieber Augustin stammen aus dem Jahr 1788 als Musikstück im Augustin, Favoritwalzer nach dem Böhmischen (Leipzig) und von 1815 als Walzer-Lied in zwei österreichischen Pamphleten (Steyr). Direkt danach wurde das Lied in den USA adaptiert veröffentlicht (Deutscher Liederhort von Erk/Böhme) und wurde hier sowie auch in England als Buy a Broom bekannt, die erste Strophe lautet „From Teutschland I come with my light wares all laden“ (Aus Deutschland komme ich mit meinen leichten Waren beladen). Die erste Erwähnung des „Böhmischen“ kann eine Erklärung sein, warum im englischsprachigen auch der andere Name Bohemian-Waltz aufkam.
Mit der Augustin-Legende wurde das Lied erst in den 1870er Jahren verbunden. Der spöttische Text gibt aber den Galgenhumor wieder, der den Wienern in Erinnerung geblieben ist:
O du lieber Augustin, Augustin, Augustin,

O du lieber Augustin, alles ist hin.

Geld ist weg, Mensch (Mäd’l) ist weg,

Alles hin, Augustin.

O du lieber Augustin,

Alles ist hin.

Rock ist weg, Stock ist weg,

Augustin liegt im Dreck,

O du lieber Augustin,

Alles ist hin.

Und selbst das reiche Wien,

Hin ist’s wie Augustin;

Weint mit mir im gleichen Sinn,

Alles ist hin!

Jeder Tag war ein Fest,

Und was jetzt? Pest, die Pest!

Nur ein groß’ Leichenfest,

Das ist der Rest.

Augustin, Augustin,

Leg’ nur ins Grab dich hin!

O du lieber Augustin,

Alles ist hin!

## Künstlerische Stoffverarbeitungen

### Lied- und Textvariationen, Musiktheater
- Johann Nepomuk Hummel (1778–1837) komponierte aus dem Lied ein Werk mit acht Variationen.
- Leo Fall: Der liebe Augustin. Operette in 3 Akten aus dem Jahr 1912.[15]
- 1923 erschienen Franz Karl Ginzkeys Balladen aus dem alten Wien, als bekannteste daraus gilt die Ballade vom Lieben Augustin.
- 1924 gestaltete Dietzenschmidt seine Volkskomödie mit Musik, Gesang und Tanz ‚Vom lieben Augustin‘ (Bühnenmusik u. a. Ernst Krenek) zu einer mythischen Begegnung, in welcher sich der weltzugewandte Triebmensch Augustin nach einigen Episoden von Gewinn und Verzicht am Ende dem Liebreiz des „Pestmädels“ ergibt (einer Wiener „Frau Tod“).
- 1981 haben Wolfgang Ambros, Manfred Tauchen und Joesi Prokopetz dem Bänkelsänger eine Rockoper mit dem Titel Augustin gewidmet.
- 2020 Augustin Reloaded, Auftritte des Musikers Albin Paulus zum Hauptthema[16].

### Filme
- 1940 zeigte der Film Der liebe Augustin die Figur unabhängig von der Legende als Bänkelsänger, angelehnt an die Motive aus dem Roman von Horst Wolfram Geissler (Regie: E. W. Emo, Titelrolle: Paul Hörbiger).
- Aus dem Jahr 1960 stammt der Spielfilm Der liebe Augustin von Rolf Thiele mit einigen Jungschauspielern, die später zu den ersten der deutschsprachigen Schauspielriege geworden sind.
- Das Spiel vom lieben Augustin, österreichischer Fernsehfilm von Hermann Lanske (1960) mit Heinz Conrads in der Titelrolle

### Bücher
- Daniel Defoe schildert – Jahrzehnte vor dem ersten Nachweis des bekannten Liedes O du lieber Augustin – eine recht ähnliche Person in seinem 1722 erschienenen Buch Die Pest zu London: Einen Flötenspieler namens John Hayward zur Zeit der Pest in London 1665, der die Leute während der Zeit der Seuche mit fröhlichen Liedern und Späßen unterhielt und im Alkoholrausch oder infolge übermäßigen Essens schlafend für einen Pesttoten gehalten wurde und auf einem Karren mit den anderen Leichen transportiert wurde, aber erwachte, kurz bevor er ins Massengrab geworfen wurde. Ein Mann dieses Namens, Küster der St. Stephen’s Church in der Cole Street, starb neunzehn Jahre nach der Londoner Pest, am 5. Oktober 1684. Einer anderen Sage nach übernahm er, da ihm niemand zur Hand gehen wollte, zeitweise sämtliche Beerdigungen der Pesttoten in seinem Gemeindebezirk allein.
- Im Märchen Der Schweinehirt von Hans Christian Andersen wird das Lied erwähnt. Zitiert wird es dort auf Deutsch in seinem dänischen Märchen „Svinedrengen“ von 1839. Dort heißt es: „Ach, Du lieber Augustin, Alles ist væk, væk, væk!“[17]
- Einer anderen Figur gleicher Bezeichnung, nämlich die eines Spieluhrenmachers im späten achtzehnten Jahrhundert am Bodensee, hat der Autor Horst Wolfram Geißler in seinem 1921 erschienenen Roman Der liebe Augustin. Die Geschichte eines leichten Lebens Raum gegeben.[18]

### Erinnerungsorte
Auf dem Platz in der Wiener Neustiftgasse Ecke Kellermanngasse, umgangssprachlich seit Jahrhunderten als Strohplatzl, in neuerer Zeit auch als Augustinplatzl genannt, wurde zu Augustins Ehren ein Denkmal aufgestellt und am 4. September 1908 enthüllt. Der Augustinbrunnen besteht aus dem Sockel mit dem namensgebenden Brunnen und einer darauf stehenden, ursprünglich aus Bronze gegossenen Skulptur der Figur des Augustin. Im Zweiten Weltkrieg ereilte auch den Bronze-Augustin – so wie bei vielen ähnlichen Brunnen in Wien – das Schicksal, zur Herstellung von Kriegsmaterial eingeschmolzen zu werden. Kurz danach soll auf dem Sockel die sarkastische Aufschrift angebracht worden sein:
Der schwarzen Pest bin ich entronnen,

die braune hat mich mitgenommen.
Im Jahre 1952 wurde auf dem Sockel die seit dem Krieg fehlende Statue wieder ergänzt. Die neue Skulptur aus Sandstein von Josef Humplick wurde am 18. Oktober 1952 enthüllt. Die Figur lehnt sich an einer Steintafel an, auf deren Rückseite auf das jahrelange Fehlen mit einer Inschrift hingewiesen wird:
Ich war hin. –

Nun habts

mich wieder.

Und nun

hörts auf

meine Lieder.
Zumindest seit Beginn der 2000er Jahre wurde dann auch amtlich vom Augustinplatz gesprochen; nach einem völligen Umbau der gesamten Verkehrsfläche zu beiden Seiten der Kellermanngasse und Einbeziehung einer schräg von der Neustiftgasse zur Kellermanngasse abzweigenden Nebenfahrbahn wurde der neu gestaltete Grätzlplatz am 1. Dezember 2007 eröffnet. Im Jahr 2008 wurde die offizielle Benennung der Verkehrsfläche in Augustinplatz beschlossen. Die Benennung bezieht sich nicht nur auf Marx Augustin, den Lieben Augustin, sondern auch (auf der Zusatztafel erstgenannt) auf die Sängerin Liane Augustin (1928–1978). Am 26. Mai 2009 wurden das Straßenschild und die Zusatztafel in Anwesenheit von Liane Augustins Tochter enthüllt.
An der Außenmauer des Hauses am Wiener Fleischmarkt in dem sich das Griechenbeisl befindet und in dem Augustin angeblich regelmäßig auftrat, ist ein Relief mit der Figur des Augustin und dem begleitenden Schriftzug „Hier sang sein Lied zum 1. Mal der Liebe Augustin“ angebracht. 

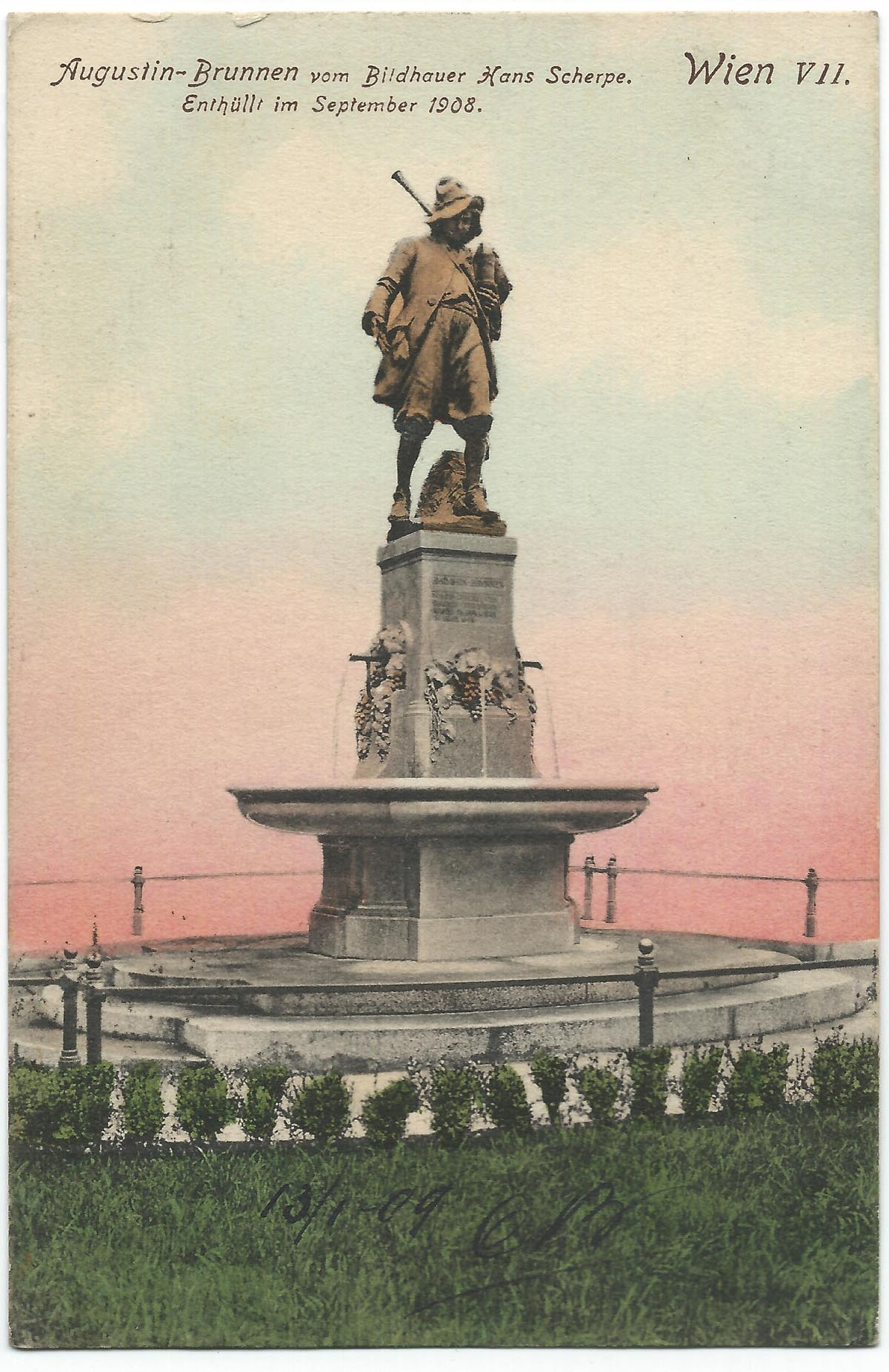
Augustin-Brunnen von dem Bildhauer Hans Scherpe mit dessen Bronzeskulptur, enthüllt im September 1908.
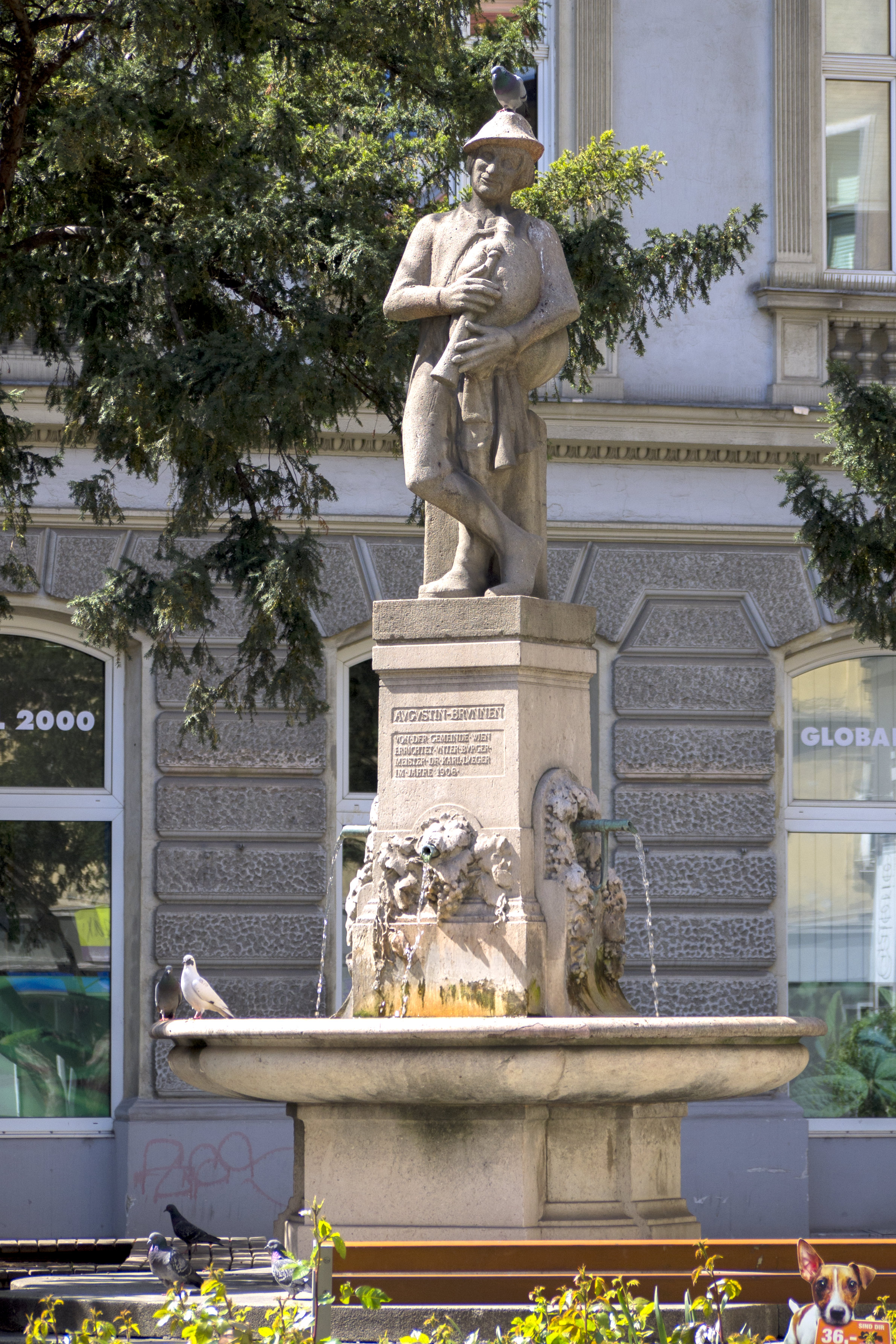
Heutiger Augustinbrunnen auf dem Augustinplatz, enthüllt im Oktober 1952.
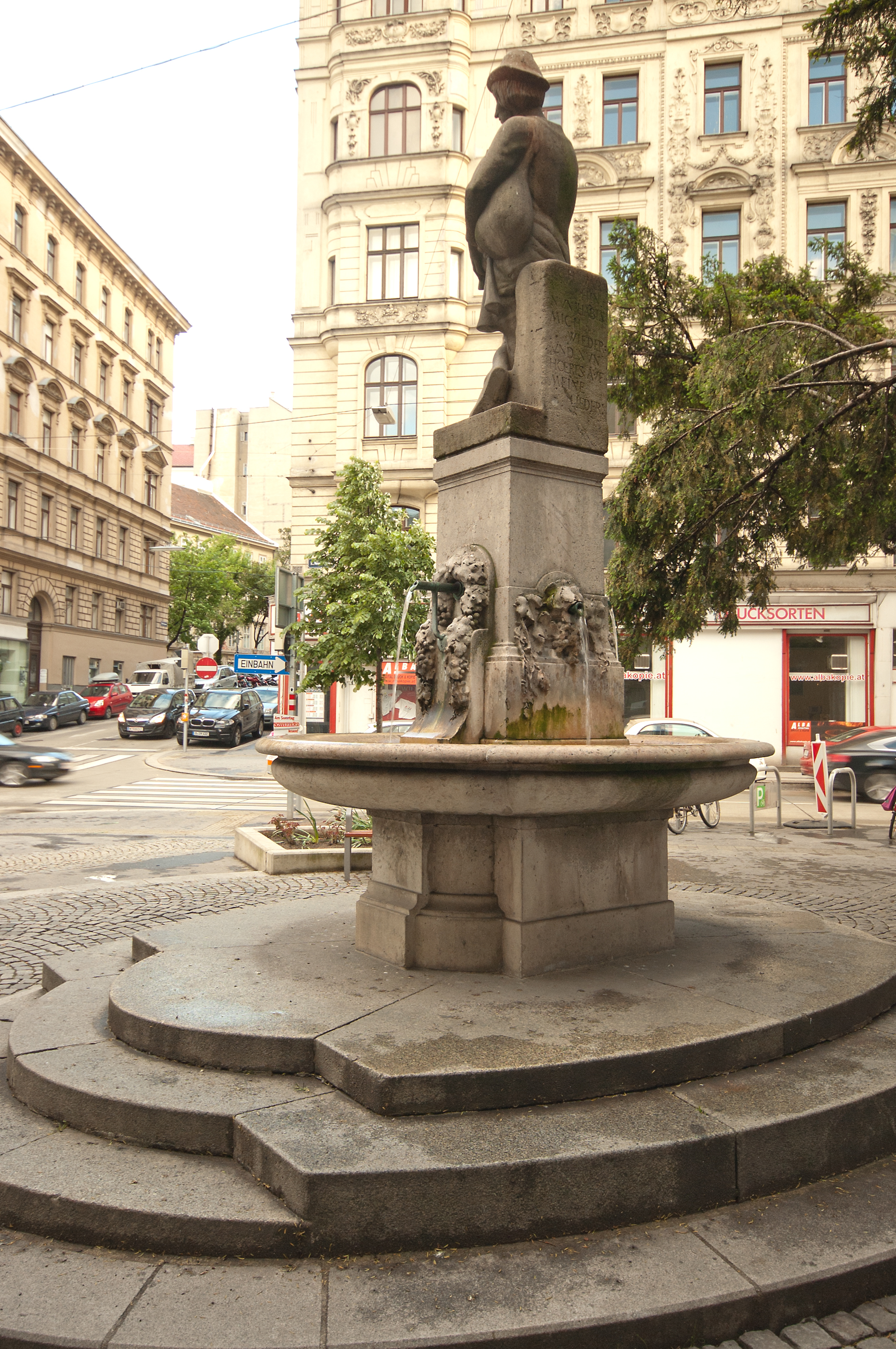
Rückseite der Augustin-Figur, die sich an einer Steintafel mit Inschrift anlehnt.
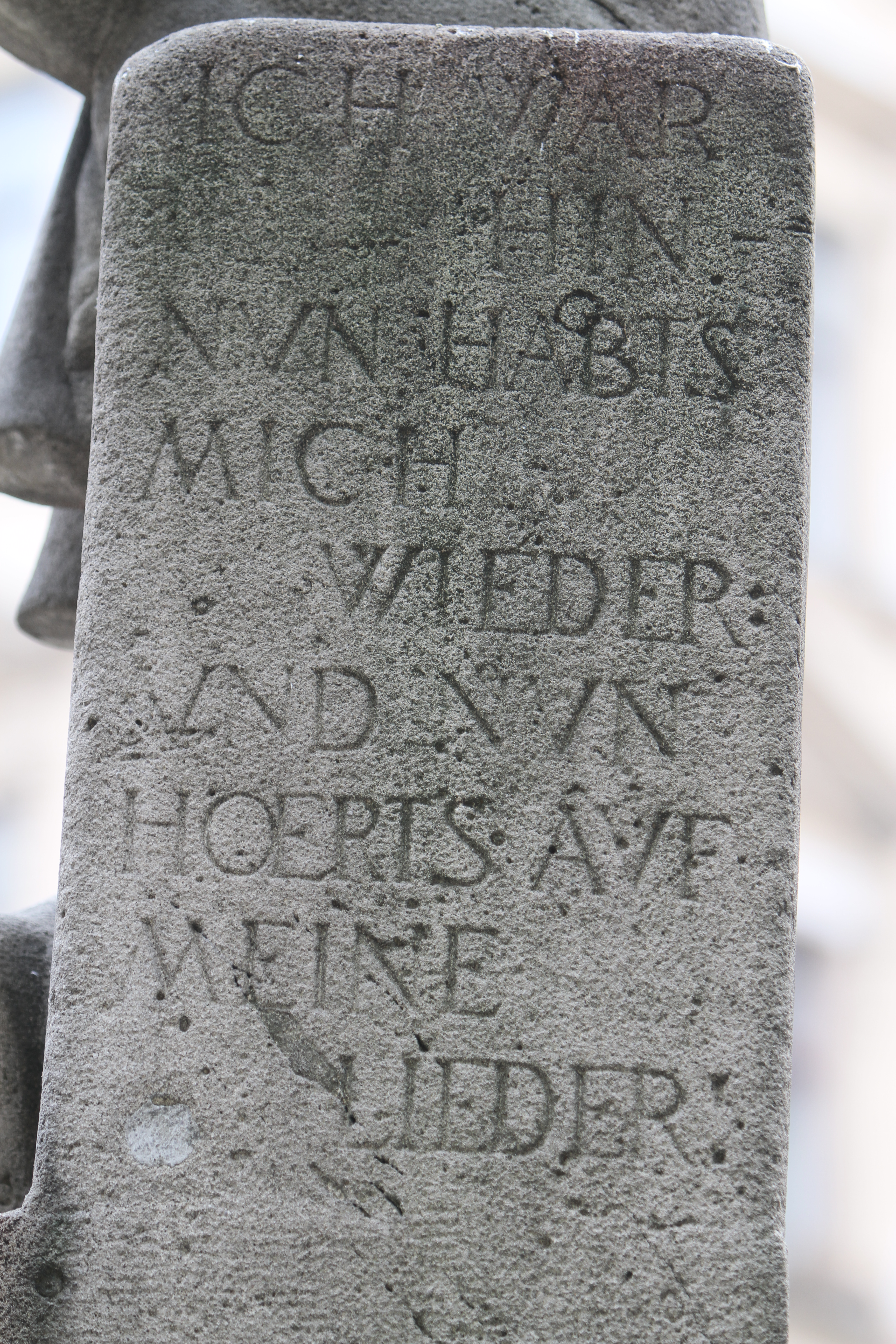
Inschrift auf der Rückseite der Steintafel: „Ich war hin. – Nun habts mich wieder. Und nun hörts auf meine Lieder.“
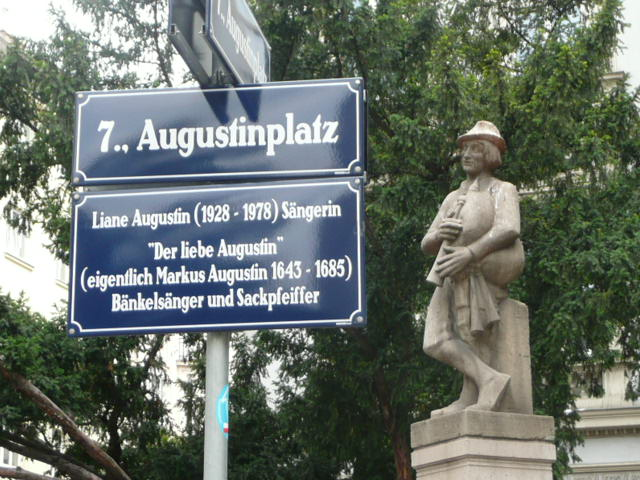
Straßenschild 7., Augustinplatz. Darunter Zusatztafel mit den biografischen Grunddaten des Namensgebers und der Namensgeberin, nach denen der Platz im Mai 2009 benannt wurde.
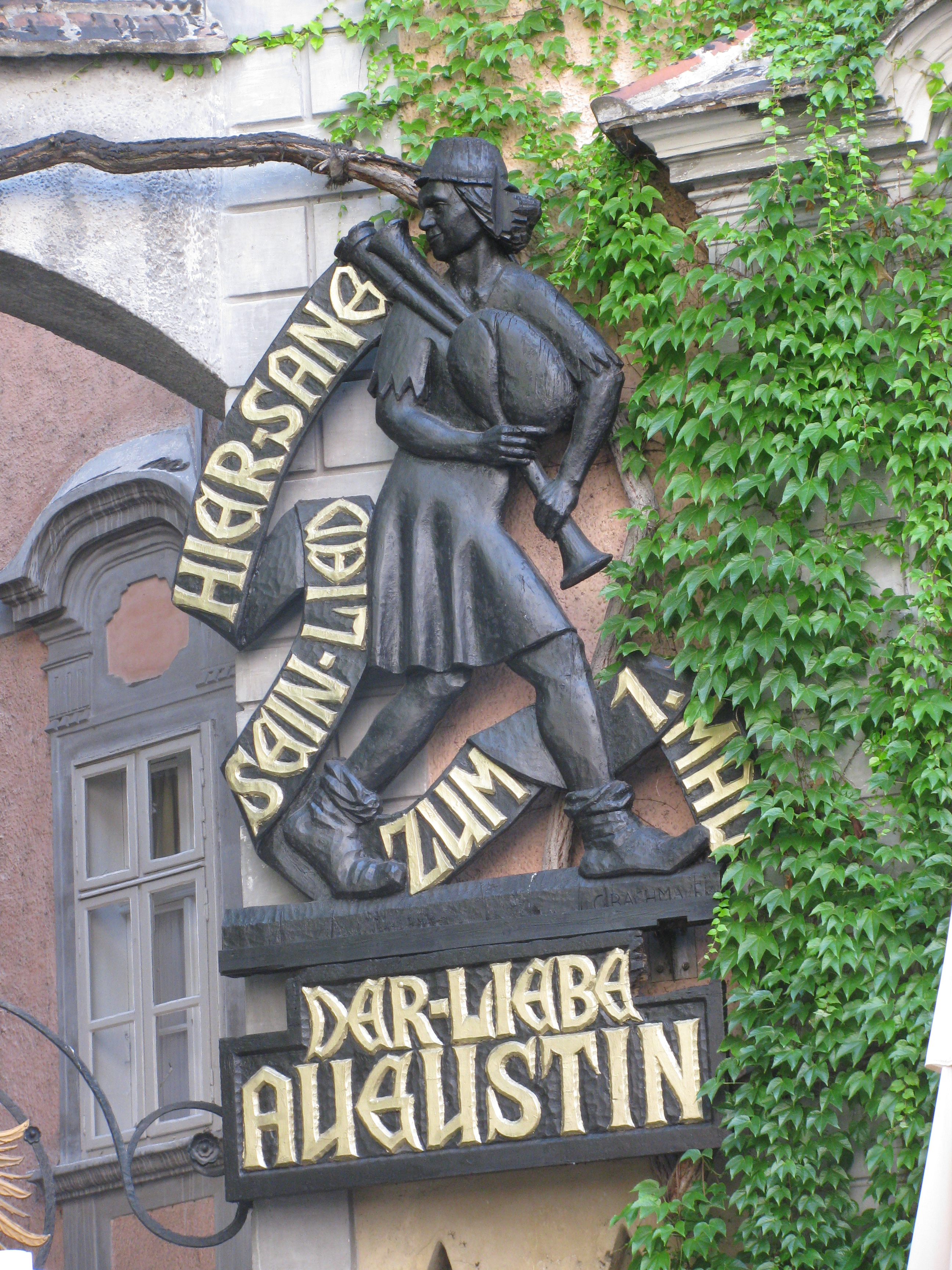
Relief an der Außenmauer des Hauses mit dem Griechenbeisl.